# 1550 en littérature
| Années de la littérature : 1547 - 1548 - 1549 - 1550 - 1551 - 1552 - 1553    |
| Décennies de la littérature : 1520 - 1530 - 1540 - 1550 - 1560 - 1570 - 1580 |

Cet article présente les faits marquants de l'année 1550 en littérature.

## Événements
- Abraham sacrifiant, première tragédie écrite en français de Théodore de Bèze (1519-1605) est représenté à Lausanne[1].
- Le poète allemand Hans Sachs écrit L’Étudiant vagabond en route pour le Paradis, farce allégorique pour le carnaval[2].
- Traduction de la Bible en danois sous la direction de Christiern Pedersen[3] (Christian Bibel).

## Parutions
- 10 janvier : Jaquette Turpin obtient un privilège pour publier les quatre premiers livres des Odes de Pierre de Ronsard (1524-1589), recueil de poèmes vendu chez Guillaune Cavellart et certainement imprimé par Michel de Vascosan[4].

- Avril : le critique d'art italien Giorgio Vasari (1511-1574) publie à Florence sa Le Vite de' più eccellenti architetti, pittori et scultori italiani, da Cimabue infino a' tempi nostri (« Les Vies des meilleurs peintres, sculpteurs et architectes », révisé en 1568)[5]. Il appelle Renaissance le renouveau artistique depuis 1450.

- Jean Calvin publie à Genève le traité De Scandalis en latin puis en français, où sont désignés comme athées Michel Servet, Rabelais, Bonaventure Des Périers, Etienne Dolet et Gouvea[6].
- Publication en Allemagne, probablement à Schwäbisch Hall, du premier livre en slovène, Abecedarium und der klein Catechismus, du réformateur protestant Primož Trubar (1508-1586)[7].
- Jacques Peletier du Mans (1517-1582) publie à Poitiers Dialogue de l'ortografe e prononciation françoese[8].
- Premier almanach de Nostradamus (1503-1566)[9].

- Esteban de Nájera imprime à Saragosse la Primera parte de la Silva de varios romances. C'est début de la constitution en Espagne du Romancero general, recueil de poèmes rassemblant les faits historiques et légendaires du pays[10].
- 1550 et 1553 : les premier et second volumes des Nuits facétieuses (Le piacevoli notti), recueil de fables et d'histoires de l'écrivain italien Straparole, sont publiées à Venise[11].

## Naissances
- 5 août : François d'Amboise, juriste et écrivain français  († 1619).

## Décès
- 17 février : Marc-Antoine Flaminio, poète et écrivain italien (né en 1498).